# Albi di Dampyr (2012)
Albi del fumetto Dampyr pubblicati nel 2012.
| Nr. | Titolo                       | Soggetto        | Sceneggiatura   | Disegni           | Copertina    |
| --- | ---------------------------- | --------------- | --------------- | ----------------- | ------------ |
| 142 | I fantasmi di Distretto 6    | Claudio Falco   | Claudio Falco   | Michele Benevento | Enea Riboldi |
| 143 | La bambola veneziana         | Samuel Marolla  | Mauro Boselli   | Alessio Fortunato | Enea Riboldi |
| 144 | La corona di ferro           | Mauro Boselli   | Mauro Boselli   | Majo              | Enea Riboldi |
| 145 | Il demone delle cose perdute | Mauro Boselli   | Mauro Boselli   | Majo              | Enea Riboldi |
| 146 | Il signore verde             | Mauro Boselli   | Mauro Boselli   | Michele Cropera   | Enea Riboldi |
| 147 | Tributo di sangue            | Giovanni Eccher | Giovanni Eccher | Maurizio Dotti    | Enea Riboldi |
| 148 | Nella fortezza dei Naphidim  | Mauro Boselli   | Mauro Boselli   | Fabiano Ambu      | Enea Riboldi |
| 149 | La loggia del crepuscolo     | Samuel Marolla  | Samuel Marolla  | Maurizio Dotti    | Enea Riboldi |
| 150 | La scelta di Lisa            | Mauro Boselli   | Mauro Boselli   | Arturo Lozzi      | Enea Riboldi |
| 151 | La strega regina             | Mauro Boselli   | Mauro Boselli   | Fabio Celoni      | Enea Riboldi |
| 152 | Ritorno a Sheffield          | Mauro Boselli   | Mauro Boselli   | Fabio Bartolini   | Enea Riboldi |
| 153 | Terra di nessuno             | Mauro Boselli   | Mauro Boselli   | Alessandro Bocci  | Enea Riboldi |

## I fantasmi di Distretto 6
La caccia ai Maestri della Notte prosegue a Capetown, dove agisce il Maestro Victor Laforge. Giunti nel Distretto 6 dopo una segnalazione di Mama Becky, una collaboratrice di Caleb Lost, Harlan, Kurjak e Tesla indagano sugli omicidi perpetrati dal branco di Laforge al fine di gettare scompiglio nel quartiere e favorire una speculazione edilizia del Maestro. Laforge cerca pertanto di disfarsi del Dampyr e dei suoi amici servendosi del tradimento di un suo alleato umano per attirarli in trappola nella sua dimora, ma ne esce sconfitto, e gravemente ferito in volto, dopo aver perso il suo branco.

## La bambola veneziana
Lo spok di Giacomo Casanova viene evocato al Teatro dei Passi perduti per fare luce su alcuni fatti avvenuti a Venezia, e proprio nella città lagunare verranno spediti a investigare Harlan e soci: padre Alvise, uno tra gli innumerevoli informatori di Caleb Lost sparsi per il mondo, ritiene infatti che le ripetute scomparse avvenute nella sua città non si possano derubricare a semplici fatti di cronaca. Si scopre infatti che gli omicidi sono opera di un restauratore, il cui scopo è riportare alla vita la salma di una baronessa vissuta nel '700, la cui esistenza è indissolubilmente legata a quella di una bambola meccanica capace di stregare chiunque la guardi e che aveva avuto tra i suoi amanti Casanova stesso.

## La corona di ferro
Edgardo Zani, corrispondente milanese di Caleb Lost, coinvolge Harlan e Kurjak nella ricerca dei frammenti perduti della Corona ferrea, dopo aver ricevuto un pacchetto contenente la carta della Torre, una delle carte perdute del mazzo illustrato da Bonifacio Bembo. Diversi indizi portano a sospettare che sulle tracce della Corona di Ferro ci siano almeno un Maestro della Notte, il Conte di Saint Germain, noto anche come Principe Rakoczy-Bathory, ed un altro misterioso personaggio, che nel corso dei secoli ha sempre ricoperto il ruolo dell'inquisitore e sembra aver seguito le vicende della Corona ferrea sin dal Medioevo. Le vicende della Corona sono inoltre collegate a quelle di Luciano Barelli, un violinista vissuto a Milano nella prima metà del XX secolo ma che ha ricordi di avvenimenti legati alle sue vite precedenti, nelle quali è stato un ladro che si è impossessato della Corona ferrea nell'Avignone del XIV secolo ed un brigante vissuto nel XVII secolo, accomunati tra loro dal fatto di essere stati "appesi" poco prima di morire.

## Il demone delle cose perdute
Durante i lavori di restauro della Torre Gorani a Milano viene rinvenuta una capsula del tempo, al cui interno si trovano, oltre ad un violino e a materiale per arrampicata, le pagine di un diario redatto da Bruno Zani, padre di Edgardo Zani, che riporta ulteriori dettagli sulle vite passate del suo amico Luciano Barelli, ancora perseguitato dal misterioso inquisitore: veniamo quindi a sapere che ha vissuto le Cinque giornate di Milano, è stato amante della Principessa di Belgiojoso ed ha conosciuto il conte Gorani, non-morto al servizio del Conte di Saint Germain. Il destino di Barelli si compie finalmente una notte del 1945, in cui il misterioso inquisitore, in realtà un demone appartenente alla Squadra del Male di nome Vassago, gli rivela che anche lui è un démone, di nome Baherel, inviato sulla terra per impadronirsi delle parti magiche della Corona di ferro. Se la vicenda di Barelli si conclude quella notte, la ricerca di Vassago continua fino ai giorni nostri, quando viene interrotta da Harlan e soci che, aiutati dai non morti di Saint Germain, intralceranno nuovamente i piani della squadra infernale.

## Il signore verde
Giunte in un paese dell'Hertfordshire per indagare su alcuni fenomeni paranormali che vedono coinvolto il locale pastore anglicano, le due ghost hunters dell'Università di York Maud Nightingale e Nicole Simmons vengono fatte prigioniere dalla popolazione del paese, dedita all'antico culto pagano del Signore Verde. In loro soccorso giungeranno Harlan e il giovane Stuart Morrison che, inizialmente catturati dal doppiogiochista Sir Francis Breakspeare, discendente degli antichi signori di quelle terre, riusciranno a fermare il rito per la messa al mondo del Signore Verde poco prima che questo si completi.